# Фёдоровка (Куяльницкая сельская община)
Фёдоровка (укр. Федорівка) — село, относится к Подольскому району Одесской области Украины.
Население по переписи 2001 года составляло 460 человек. Почтовый индекс — 66363. Телефонный код — 4862. Занимает площадь 1,21 км². Код КОАТУУ — 5122985608.

## Местный совет
66363, Одесская область, Подольский р-н, с. Новосёловка